# جوناثان كوبنهافر
جوناثان كوبنهافر (بالإنجليزية: War Machine) (30 نوفمبر 1981)، ممثل أفلام إباحية وملاكم ومحترف سابق في فنون الدفاع عن النفس، حاز على العديد من الألقاب والبطولات في منافسات الوزن الثقيل. قام بتغير اسمه لآلة الحرب في آواخر 2008ميلادية بعد خلاف وقع معه في اتحاد قوة المصارعة العالمية أو (بالإنجليزية: GFW Wrestling).

## نشأته
ولد كوبنهافر أو آلة الحرب في وادي سيمي، كاليفورنيا. كان والده ذو الأصول الألمانية ضابطا في إدارة شرطة لوس أنجلوس، في حين عملت أمه المكسيكية كممرضة. 
بدأ حياته المهنية كمحترف فنون قتال بعد تجربة قاسية خاضها عندما كان طالباً في كلية سيتدل العسكرية بولاية تشارلستون (كارولاينا الجنوبية) في أغسطس من العام 2000ميلادية، بعدما أدين وطرد بجريرة سوء الخلق.

### فنون القتال المتنوع(بالإنجليزية: Mixed martial arts)
كان لكوبنهافر كمقاتل أو لاعب في فريق سيرا ببطولة القتال غير المحدود (بالإنجليزية: Ultimate Fighting Championship) بولاية كارولاينا الجنوبية الأثر الكبير في حياته، حيث ساعدت تلك الفرص على تنمية وصقل موهبته القتالية على الرغم من الهزيمة التي لحقت به في آخر المطاف حيث كان جزءا من المقاتلين الستة عشر.

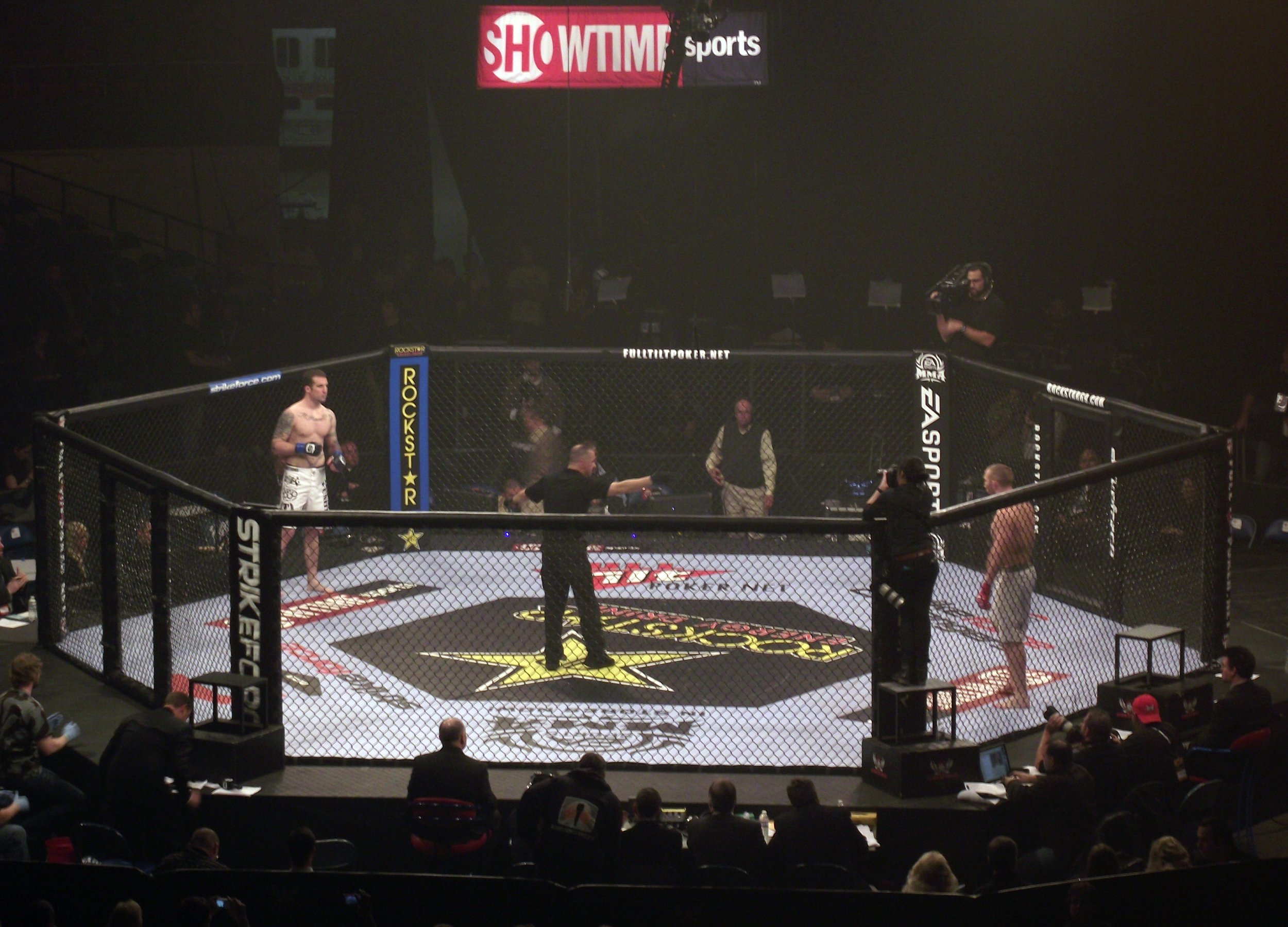
بطولة القتال غير المحدود

## حياته الشخصية
في آذار / مارس 2017، أدين ب 29 جرم بعد الاعتداء على صديقته السابقة خلال حادث عام 2014. وحكم عليه بالسجن مدى الحياة في 5 يونيو 2017، مع إمكانية الإفراج المشروط بعد 36 عاما. 

## روابط خارجية
- جوناثان كوبنهافر على موقع IMDb (الإنجليزية)
- جوناثان كوبنهافر على موقع قاعدة بيانات الفيلم (الإنجليزية)
- جوناثان كوبنهافر على موقع يو إف سي (الإنجليزية)
- جوناثان كوبنهافر على موقع بيلاتور (الإنجليزية)
- جوناثان كوبنهافر على موقع شيردوغ (الإنجليزية)
- جوناثان كوبنهافر على موقع Tapology.com (الإنجليزية)